# Császló
Császló là một thị trấn thuộc hạt Szabolcs-Szatmár-Bereg, Hungary. Thị trấn này có diện tích 10,18 km², dân số năm 2010 là 380 người, mật độ 37 người/km².